# Cueva de As Choias
La Cueva de las Choias (en gallego: Cova das Choias o Burato das Choias) es una gruta española situada en el municipio de Puebla del Brollón, en la provincia de Lugo. Está situada en la parroquia de Óutara, cerca del lugar de Biduedo.
Se llama así porque en su entrada habitaban numerosas chovas piquirrojas (en gallego choias), que tienen el pico curvado y rojo.

## Descripción
La Cueva de las Choias es de origen natural, aunque predominan en ella las cavidades practicadas por la mano del hombre para la extracción del mineral de hierro, básicamente durante los siglos XVI y XVII. Sus dimensiones son muy grandes y son visibles desde la entrada. La bóveda alcanza más de treinta metros de altura, su longitud es de unos ciento veinte metros y la anchura excede los veinte metros.
La gruta consta de tres niveles, siendo el intermedio el más interesante debido a la presencia de caprichosas formaciones rocosas modeladas por el paso del tiempo y por la acción humana. En el paisaje del interior de la caverna llaman también la atención los fuertes contrastes de colores producidos por la oxidación del hierro presente en la roca, que van desde los verdes intensos hasta una variada tonalidad de ocres.
A unos setenta y cinco metros de la entrada, en la pared de la derecha, se abre una galería que comunica con el nivel inferior. El paso de un nivel a otro es difícil a causa del ligero desnivel y del suelo resbaladizo, por lo que conviene extremar las precauciones. Aquí se localizan otras cinco galerías, de las que solo la central tiene salida al exterior, aunque se halla tapada por la maleza.